# Xenotachina
Xenotachina este un gen de muște din familia Muscidae.

Cladograma conform Catalogue of Life:
| Xenotachina | \| \| Xenotachina angustigena \| \| \| \| \| \| Xenotachina armata \| \| \| \| \| \| Xenotachina basisternita \| \| \| \| \| \| Xenotachina busenensis \| \| \| \| \| \| Xenotachina chongqingensis \| \| \| \| \| \| Xenotachina dictenata \| \| \| \| \| \| Xenotachina flaviventris \| \| \| \| \| \| Xenotachina fumifemoralis \| \| \| \| \| \| Xenotachina huangshanensis \| \| \| \| \| \| Xenotachina pallida \| \| \| \| \| \| Xenotachina profemoralis \| \| \| \| \| \| Xenotachina pulchellifrons \| \| \| \| \| \| Xenotachina subfemoralis \| \| \| \| \| \| Xenotachina tsuchimensis \| \| \| \| \| \| Xenotachina yunnanica \| \| \| \| \| \| Xenotachina zhibenensis \| \| \| \| |
|             | \| \| Xenotachina angustigena \| \| \| \| \| \| Xenotachina armata \| \| \| \| \| \| Xenotachina basisternita \| \| \| \| \| \| Xenotachina busenensis \| \| \| \| \| \| Xenotachina chongqingensis \| \| \| \| \| \| Xenotachina dictenata \| \| \| \| \| \| Xenotachina flaviventris \| \| \| \| \| \| Xenotachina fumifemoralis \| \| \| \| \| \| Xenotachina huangshanensis \| \| \| \| \| \| Xenotachina pallida \| \| \| \| \| \| Xenotachina profemoralis \| \| \| \| \| \| Xenotachina pulchellifrons \| \| \| \| \| \| Xenotachina subfemoralis \| \| \| \| \| \| Xenotachina tsuchimensis \| \| \| \| \| \| Xenotachina yunnanica \| \| \| \| \| \| Xenotachina zhibenensis \| \| \| \| |
|             | Xenotachina angustigena |
|             | |
|             | Xenotachina armata |
|             | |
|             | Xenotachina basisternita |
|             | |
|             | Xenotachina busenensis |
|             | |
|             | Xenotachina chongqingensis |
|             | |
|             | Xenotachina dictenata |
|             | |
|             | Xenotachina flaviventris |
|             | |
|             | Xenotachina fumifemoralis |
|             | |
|             | Xenotachina huangshanensis |
|             | |
|             | Xenotachina pallida |
|             | |
|             | Xenotachina profemoralis |
|             | |
|             | Xenotachina pulchellifrons |
|             | |
|             | Xenotachina subfemoralis |
|             | |
|             | Xenotachina tsuchimensis |
|             | |
|             | Xenotachina yunnanica |
|             | |
|             | Xenotachina zhibenensis |
|             | |